# 加拿大北方航空
加拿大北方航空（英語：Air North Charter and Training Ltd.）是一家总部位于育空怀特霍斯的加拿大航空公司。它在育空地区、西北地区、不列颠哥伦比亚省、艾伯塔省和安大略省之间提供定期的客运和货运航班；除此以外该航空公司还在加拿大和阿拉斯加州各地运营包机航班。该航空公司还为育空地区的其他航空公司提供通勤和燃料服务；同时也在温哥华国际机场和埃德蒙顿国际机场提供通勤服务。北方航空的总部在埃里克·尼尔森白馬国际机场。